# Deutsche Wappenrolle
Die Deutsche Wappenrolle (DWR) ist ein von dem gemeinnützigen Verein HEROLD geführtes Register deutscher Wappen. In ihr werden auf Antrag und nach Prüfung in heraldischer, genealogischer und juristischer Hinsicht bürgerliche und adlige Familienwappen, altüberkommene und neugestiftete registriert. Über die Eintragung wird eine Urkunde mit Abbildung des Wappens erteilt.
Die Veröffentlichung erfolgt in der vom HEROLD herausgegebenen Buchreihe „Deutsche Wappenrolle“, in der bis zum Jahr 2018 insgesamt 78 Bände und ein Generalregister der Wappenstifter erschienen sind.

## Aufgabe
Seit der Entstehung des Wappenwesens im hohen Mittelalter führen nicht nur der Adel, sondern auch Bürger und Bauern Familienwappen. Das bürgerliche Wappenwesen unterlag in Deutschland nie einer hoheitlich-staatlichen Regelung, sodass jedermann frei ist, ein Familienwappen anzunehmen. Insofern ist das Wappenwesen vielfältig. Der HEROLD, Verein für Heraldik, Genealogie und verwandte Wissenschaften zu Berlin, gegründet 1869, als ältester überregional agierender gemeinnütziger Fachverein in Deutschland, kümmert sich mit der DWR seit 1922 um die Pflege dieses bürgerlichen Wappenwesens und um die Registrierung der geführten und neuangenommener Wappen.
Mit dieser Wappenregistrierung sind eine kostenfreie wissenschaftliche Auskunftstätigkeit und weitere Bestrebungen zur Pflege des Wappenwesens (Vorträge, Seminare zum „Geprüften Heraldiker“, Tagungen, Publikationen) verbunden. Kenntnisse über die Herkunft, Geschichte und Entwicklung des Wappenwesens werden ebenso verbreitet wie heraldisch korrekte und grafisch qualifiziert gestaltete Wappendarstellungen, insbesondere bei Neuschöpfungen.

## Wappenregistrierung
Zum Schutz vor eventueller irrtümlicher und missbräuchlicher Verwendung sowie zum archivarischen Nachweis empfiehlt sich die Registrierung eines Familienwappens in einer Wappenrolle und seine Publikation in einem verbreiteten Druckorgan wie der Deutschen Wappenrolle des HEROLD.
Der HEROLDs-Ausschuss für die Deutsche Wappenrolle wird von der Mitgliederversammlung des HEROLD auf drei Jahre gewählt und entscheidet über die Aufnahme, Beurkundung und Veröffentlichung von Familienwappen in der Deutschen Wappenrolle. Er arbeitet ehrenamtlich und besteht aus Mitarbeitern mit heraldischer, genealogischer und juristischer Kompetenz.
Das eingereichte Wappen wird in heraldischer, wappenrechtlicher und genealogischer Hinsicht geprüft bzw. in einem Beratungsverfahren entwickelt. Nach erfolgreichem Verfahren wird das Wappen dokumentiert und der Antragsteller (Wappenstifter) erhält einen Wappenbrief als urkundliche Bestätigung über die Registrierung. Die in der DWR registrierten Wappen werden in der gleichnamigen Buchreihe im Druck publiziert. Für Registrierung, Wappenbrief und Publikation wird ein Unkostenbeitrag erhoben.
Die Arbeit des HEROLDs-Ausschusses richtet sich nach dem Statut der DWR.

## Eintragungsgrundsätze
In der Deutschen Wappenrolle werden Familienwappen aus dem deutschen Kulturkreis registriert. Familienwappen repräsentieren über die Generation des Stifters hinweg die historisch gewachsene Identität der Stifterfamilie im Bild. Damit sind sie an den Familiennamen gebunden. Es gilt der Ausschließlichkeitsgrundsatz „Eine Familie – ein Wappen“. Danach kann nach historisch gewachsenem Gewohnheitsrecht und in Praxis der heraldischen Vereine und Gesellschaften ein vorhandenes Wappen einer Familie nur von verwandtschaftsmäßig dieser Familie angehörigen Trägern (Abkömmlingen) des Familiennamens geführt werden. Ein neues Wappen kann in der Regel nur gestiftet werden, wenn der Stifter nicht umgekehrt einer bereits wappenführenden Familie angehört. Familienforschung steht also vor der Entscheidung zu einer Wappenstiftung. Um die Familienzusammenhänge über die Zeiten hinweg zu stärken, ist bei der Wappenstiftung an Führungsberechtigungen gelegen, die möglichst weit zurück in Richtung auf den Stammvater auch andere Familienzweige einbeziehen und als Angebot an bisher nicht bekannte Verwandte zur Anlehnung an die gemeinsame Familienidentität gelten können. Die Familienidentität kann traditionell mit der Festlegung einer Führungsberechtigung für das Wappen im Mannesstamm  oder entsprechend den gesetzlichen Regelungen zum Familiennamen im Namensstamm weitergegeben werden, womit der Kreis der Führungsberechtigten erweitert wird. Die „Weitergabe“ (nicht Vererbung) des Familienwappens ist dabei einerseits an die „Weitergabe“ des Familiennamens, andererseits strikt an die tatsächliche Abkömmlingsschaft oder ihre rechtliche Gleichstellung (Adoption) gebunden. Insofern ist die „Erheiratung“ eines Wappens mit dem Familiennamen und seine Übertragung auf die eigenen Angehörigen ohne genealogischen Zusammenhang nicht möglich.
Die Deutsche Wappenrolle nimmt nach entsprechendem Prüfverfahren und ggf. notwendiger Korrektur auch Familienwappen auf, die bereits in einer anderen Wappenrolle registriert sind. Hoheitsrechtlich geschützte Staats- oder Kommunalwappen können weder im ganzen noch in wesentlichen Figuren in Familienwappen übernommen werden.
Neben der Deutschen Wappenrolle, die Familienwappen erfasst, führt der HEROLD seit 2011 die Deutsche Ortswappenrolle (DOWR), in der Wappen von Ortschaften und Ortsteilen dokumentiert und registriert werden.

## Publikationen
Die in der Deutschen Wappenrolle registrierten Wappen werden seit 1927 publiziert, zunächst in loser Folge in der Vereinszeitschrift Der Deutsche Herold. Seit 1936 erscheinen sie in der Buchreihe Deutsche Wappenrolle, die als Verlagspublikation Verbreitung erfährt (von 1949 bis Bd. 69 (2005) beim Verlag Degener & Co. Neustadt a. d. Aisch/Insingen, ab Bd. 70 (2006) bei C. A. Starke in Limburg a. d. Lahn). Nachdem die Wappenabbildungen bis Bd. 72 (2009) noch in der klassischen heraldischen Schraffur dargestellt worden sind, erscheinen sie nach einer durch die technischen Vorbereitungen bedingten Pause seit Bd. 73 (2013) in Farbdruck.